# Enid (Oklahoma)
Enid – miasto w hrabstwie Garfield, w stanie Oklahoma, w Stanach Zjednoczonych. W 2009 roku miasto liczyło 47 968 mieszkańców. 
Ważną rolę w gospodarce Enid odgrywa rolnictwo oraz przemysł naftowy, spożywczy oraz maszynowy. W mieście znajduje się wiele elewatorów zbożowych czyniących Enid jednym z największych magazynów zboża na świecie.